# Arnbjørn Danielsen
Arnbjørn Danielsen (14 ottobre 1973) è un ex calciatore faroese, di ruolo difensore.